# Staatskult
Dieser Artikel wurde in der Qualitätssicherung Religion eingetragen. Hilf mit, die inhaltlichen Mängel dieses Artikels zu beseitigen, und beteilige dich an der Diskussion.
Als Staatskult bezeichnet man einen vom Staat getragenen Kult, also die (übermäßige) Verehrung einer Sache oder Person.

## Ziele von Staatskult
Staatlich gelenkter Kult kann insbesondere zur Legitimation und zur Stabilisierung von Herrschaft dienen.

## Beispiele

Porträt Mao Zedongs am Eingang zur Verbotenen Stadt

Zum athenischen Staatskult gehörten etwa die Mysterien von Eleusis oder der Dionysoskult. Im antiken Rom wurde etwa die Staatsreligion Teil des staatlichen Kults, genauso zählten dazu die Verehrung und Vergöttlichung (Apotheose) des Kaisers im Kaiserkult. Weitere Gebräuche, die im alten Rom im Zusammenhang mit dem Staatskult standen, wurden als Mos maiorum bezeichnet.
Besonders in Diktaturen wurde bzw. wird ein staatlich gelenkter Staatskult gepflegt. So wird etwa in Nordkorea um den Führer Kim Jong-un und seine beiden Vorgänger, in China um Mao Zedong oder in neuerer Zeit etwa in Kasachstan um Nursultan Nasarbajew ein intensiver Personenkult gepflegt, da sich dieser propagandistisch instrumentalisieren lässt. Dieser äußert sich etwa im Aufstellen von Statuen oder in der Benennung von Städten, Straßen, Plätzen, Universitäten usw. Staatskult kann aber über Personenkult im Einzelnen weit hinausgehen.
In der DDR gab es ebenso einen ausgeprägten Staatskult.